# امپوئرو
امپوئرو (به اسپانیایی: Ampuero) یک شهرستان در اسپانیا است که در استان کانتابریا واقع شده‌است.

## خصوصیات
امپوئرو ۳۲٫۳۴ کیلومترمربع مساحت و ۴٬۰۵۲ نفر جمعیت دارد و ۱۱ متر بالاتر از سطح دریا واقع شده‌است.